# Arthur Hoérée
Arthur Hoérée   (Saint-Gilles, 16 d'abril de 1897 - 15è districte de París, 3 de juny de 1986) fou un actor i compositor per al cinema, belga.
Autor d'una quinzena de partitures de pel·lícules, va col·laborar sovint amb Arthur Honegger. Va tenir com a alumne el compositor i organista André Jorrand durant les classes d'instrumentació. Del 1941 al 1944 va escriure, alternant amb Jacques Audiberti, la columna cinematogràfica del diari "Comœdia".

## Filmografia
- 1934 : Rapt, de Dimitri Kirsanoff
- 1937 : Liberté de Jean Kemm
- 1937 : Passeurs d'hommes de René Jayet
- 1938 : L'Ange que j'ai vendu de Michel Bernheim
- 1939 : L'Or dans la montagne de Max Haufler
- 1939 : Les Musiciens du ciel de Georges Lacombe
- 1942 : À la belle frégate d'Albert Valentin + interpretació
- 1942 : Huit hommes dans un château de Richard Pottier
- 1942 : Malaria de Jean Gourguet
- 1943 : La Main de l'homme de Jean Tedesco i François Ardoin (curt metratge)
- 1945 : Les Démons de l'aube d'Yves Allégret
- 1945 : Enquête du 58 de Jean Tedesco (curt-metratge)
- 1946 : Un revenant de Christian-Jaque (només interpretació)
- 1950 : Arrière-saison de Dimitri Kirsanoff
- 1951 : Les Hommes de l'acier de Jean Tedesco (curt-metratge)
- 1956 : Une tâche difficile de Jean Leduc (curt-metratge)
- 1959 : L'Art d'être heureux d'Armand Chartier (documental)

## Obra
- 1923: Septuor (Veu mezzosoprano, flauta, quartet de corda i piano), Opus 3.